# Leichtathletik-Weltmeisterschaften 2011/Teilnehmer (Irland)
| Gelbes Symbol für Goldmedaillen mit stilisierten Olympischen Ringen | Graues Symbol für Silbermedaillen mit stilisierten Olympischen Ringen | Braundes Symbol für Bronzemedaillen mit stilisierten Olympischen Ringen |
| ------------------------------------------------------------------- | --------------------------------------------------------------------- | ----------------------------------------------------------------------- |
| —                                                                   | —                                                                     | —                                                                       |

Der irische Leichtathletik-Verband stellte bei den Leichtathletik-Weltmeisterschaften 2011 im koreanischen Daegu 16 Teilnehmer.

## Ergebnisse

### Männer

#### Laufdisziplinen
| Athlet             | Disziplin   | Vorlauf      | Vorlauf | Halbfinale    | Halbfinale    | Finale        | Finale        |
| Athlet             | Disziplin   | Zeit         | Platz   | Zeit          | Platz         | Zeit          | Platz         |
| ------------------ | ----------- | ------------ | ------- | ------------- | ------------- | ------------- | ------------- |
| Jason Smyth        | 100 m       | 10,57 s      | 36      | ausgeschieden | ausgeschieden | ausgeschieden | ausgeschieden |
| Paul Hession       | 200 m       | 21,02 s      | 35      | ausgeschieden | ausgeschieden | ausgeschieden | ausgeschieden |
| Ciarán Ó Lionáird  | 1500 m      | 3:40,41 min  | 14      | 3:36,96 min   | 6             | 3:37,81 min   | 10            |
| Alistair Ian Cragg | 5000 m      | 13:39,36 min | 12      |               |               | 13:45,33 min  | 14            |
| Colin Griffin      | 50 km Gehen |              |         |               |               | DSQ           | DSQ           |
| Robert Heffernan   | 50 km Gehen |              |         |               |               | DNS           | DNS           |

### Frauen

#### Laufdisziplinen
| Athletin                                                             | Disziplin        | Vorlauf        | Vorlauf | Halbfinale | Halbfinale | Finale        | Finale        |
| Athletin                                                             | Disziplin        | Zeit           | Platz   | Zeit       | Platz      | Zeit          | Platz         |
| -------------------------------------------------------------------- | ---------------- | -------------- | ------- | ---------- | ---------- | ------------- | ------------- |
| Joanne Cuddihy                                                       | 400 m            | 51,82 s SB     | 11      | DSQ        | DSQ        | ausgeschieden | ausgeschieden |
| Derval O’Rourke                                                      | 100 m Hürden     | 13,07 s        | 17      | DNS        | DNS        | ausgeschieden | ausgeschieden |
| Fionnuala Britton                                                    | 3000 m Hindernis | 9:41,17 min    | 16      |            |            | ausgeschieden | ausgeschieden |
| Stephanie Reilly                                                     | 3000 m Hindernis | 9:55,49 min    | 22      |            |            | ausgeschieden | ausgeschieden |
| Olive Loughnane                                                      | 20 km Gehen      |                |         |            |            | 1:34:02 h     | 15            |
| Marian Andrews-Heffernan Joanne Cuddihy Claire Bergin Michelle Carey | 4 × 400 m        | 3:27,48 min NR | 11      |            |            | ausgeschieden | ausgeschieden |

#### Sprung/Wurf
| Athletin     | Disziplin      | Qualifikation | Qualifikation | Finale        | Finale        |
| Athletin     | Disziplin      | Weite/Höhe    | Platz         | Weite/Höhe    | Platz         |
| ------------ | -------------- | ------------- | ------------- | ------------- | ------------- |
| Deirdre Ryan | Hochsprung     | 1,95 m        | 7             | 1,93 m        | 6             |
| Tori Pena    | Stabhochsprung | 4,10 m        | 30            | ausgeschieden | ausgeschieden |